# セス・ロリンズ
セス・ロリンズ（Seth Rollins, 1986年5月28日 - ）は、アメリカ合衆国のプロレスラー。アイオワ州ダベンポート出身。
タイラー・ブラック（Tyler Black）と名乗ってROHやPWGなどのインディー団体で活動後、2010年9月よりWWE所属。本名はコルビー・ダニエル・ロペス（Colby Daniel Lopez）。

## 来歴

### インディー団体
2003年、SCW（Scott County Wrestling）にてジックス（Gixx）というリングネームでプロレスラーデビュー。SCWヘビー級王座を獲得した際にはベルトを黒のスプレーで塗装する悪行を見せた。後に参戦したIWAミッドサウス（IWA Mid-South）でも獲得したIWAミッドサウスライトヘビー級王座のベルトに同じようにスプレーで黒く塗装した。2006年にはNWAミッドウェストにて出会ったマレック・ブレイヴと共に行動するようになり、FIP（Full Impact Pro）やPWG（Pro Wrestling Guerrilla）など多くの団体に参戦。
2007年、ROHと契約を交わし入団。ジミー・ジェイコブスとエイジ・オブ・ザ・フォール（The Age of the Fall）なるタッグチームを結成し、タッグ戦線へ進出。ROH世界タッグ王座を2回獲得するなど活躍。2009年よりシングルで活動するようになりメインイベンターへと成長。2010年2月13日、ROH 8th Anniversary ShowにてROH世界ヘビー級王座を保持するオースチン・エリーズに挑戦。勝利してベルトを奪取した。

### WWE

#### FCW / NXT

##### 2010年
2010年9月、WWEと契約を交わし入団。傘下団体のFCWにてセス・ロリンズ（Seth Rollins）のリングネームでデビュー。リッチー・スティムボートと抗争を開始。

##### 2011年
2011年1月、ジェリー・ブリスコ・クラシックトーナメントで優勝を飾る。3月には抗争中であったリッチーと試合中にラッキー・キャノン & ブレット・デビアスが乱入し、襲撃を受けるがリッチーと共闘して撃退。一時的に抗争を中止しタッグを結成。3月25日、FCWフロリダタッグ王座を保持するダミアン・サンドウ & タイタス・オニールに挑戦。勝利してベルトを奪取した。FCWフロリダタッグ王座陥落後、再びリッチーとはライバル関係が継続。また、FCWに入団してきたディーン・アンブローズと抗争を展開。

##### 2012年
2012年3月25日、FCWフロリダヘビー級王座を保持するレオ・クルーガーと対戦して勝利。ベルトを奪取した。5月、新人発掘番組であったNXTとFCWが統合され内容が一新。新たに創設されたNXT王座を争うゴールドラッシュ・トーナメントを制して初代NXT王者となる。以降、王者でありメインイベンターとしてカーティス・アクセル、ジンダー・マハルと対戦してベルトを死守した。

#### WWE

##### 2012年
2012年11月18日、WWEのPPVであるSurvivor Series 2012のメインイベントであるCMパンク、ライバック、ジョン・シナによるトリプルスレットマッチにてディーン・アンブローズ、ロマン・レインズと共に乱入。場外へ逃れてきたライバックを捕え、3人で抱え上げて実況席へとパワーボムを見舞った。同月19日のRAWにも3人で姿を現し、ライバックを強襲した。WWEの不義を正す正義の盾というコンセプトのトリオユニット、ザ・シールド（The Shield）を名乗り蛮行を重ねる。

##### 2013年

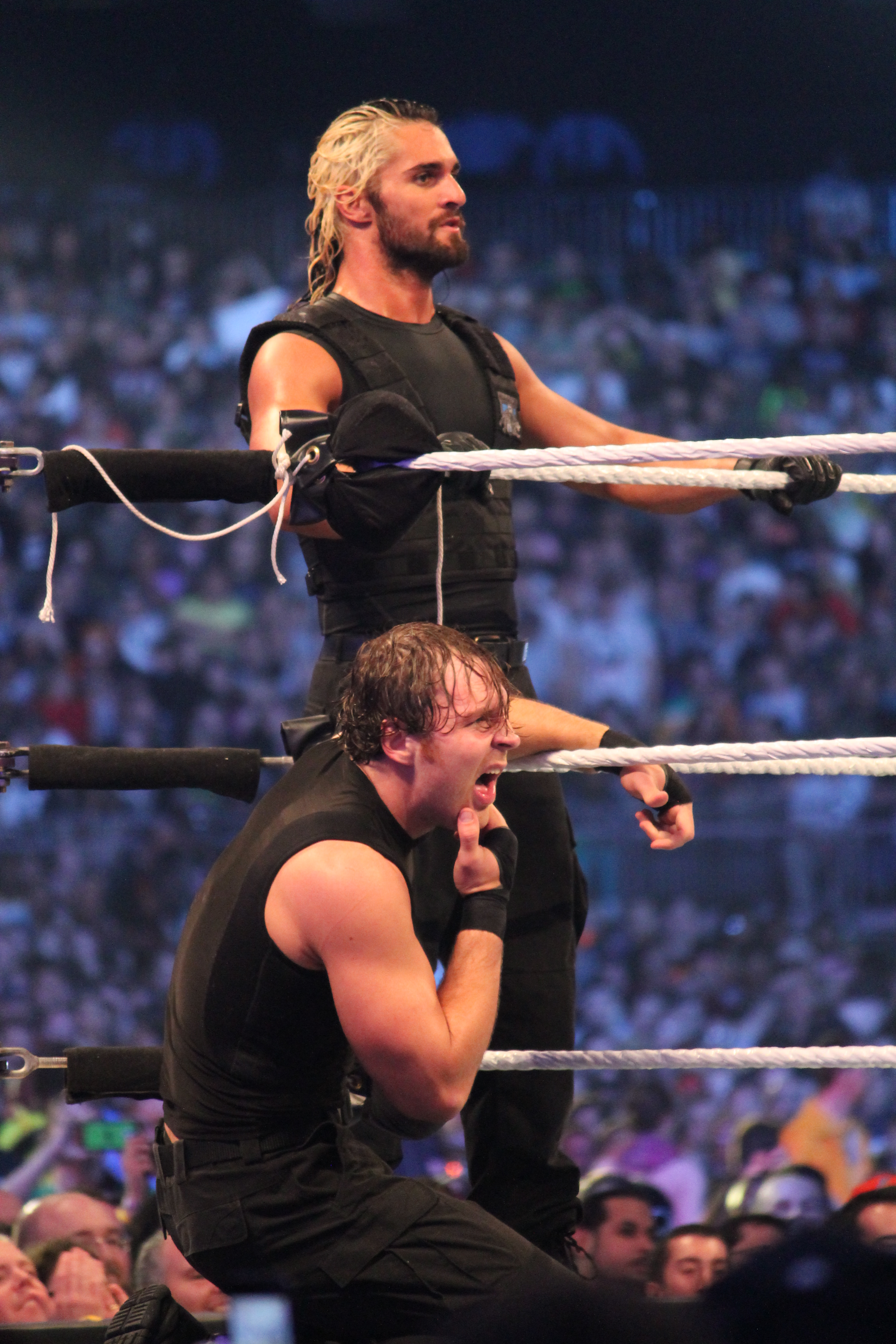
2014年、シールド時代

2013年1月2日、NXTにてGMであるダスティ・ローデスによってNXT王座防衛戦を組まれ、コリー・グレイブスとの対戦ではシールドの仲間が乱入して反則防衛。同月9日、ビッグ・E・ラングストンとのノーDQ戦ではシールドが乱入するも他のレスラー達によって阻まれてしまい敗戦して王座を奪われることになった。5月19日、Extreme Rules 2013にてレインズとのタッグでチーム・ヘル・ノーとWWEタッグ王座を賭けて対決し勝利。ベルトを奪取した。10月14日のRAWでコーディ・ローデス & ゴールダストとの王座戦の際にビッグ・ショーの介入に邪魔されてしまい敗戦。王座を奪われた。WWEタッグ王座陥落後、上層部派閥であるオーソリティーの手先となり、ダニエル・ブライアンやウーソズ等と抗争を繰り広げたが、オーソリティーに逆らいベビーターンする。

##### 2014年
2014年、エボリューションと抗争して優勢に進めていたものの、6月2日のRAWにアンブローズとレインズを襲撃して再びヒールターン。オーソリティーの一員になる。6月29日、WWE Money in the Bank 2014のマネー・イン・ザ・バンク・ラダー・マッチに出場し、試合中に乱入してきたケインのアシストを受けて勝利し、ミスター・マネー・イン・ザ・バンクとなった。9月21日、Night of Champions 2014ではWWE世界ヘビー級王座戦に乱入し、ジョン・シナを襲撃して試合を成立させなくした上に、オーソリティーと友好関係にあったブロック・レスナーも襲ってマネー・イン・ザ・バンクの権利を行使してベルトを奪おうとしたがシナに阻止された。組織内でランディ・オートンと衝突し、最終的にオートンがオーソリティーから追放されると組織のトップ選手のポジションを奪い、トリプルH達がSurvivor Series 2014終了後から一時表舞台から姿を消した際、組織のトップ代行としてシナ達と戦った。そして12月29日のRAWにて、ゲストGMのエッジ & クリスチャンを襲い、エッジを人質にとってシナにHHH達の復職を要求しそれを飲ませた。

##### 2015年

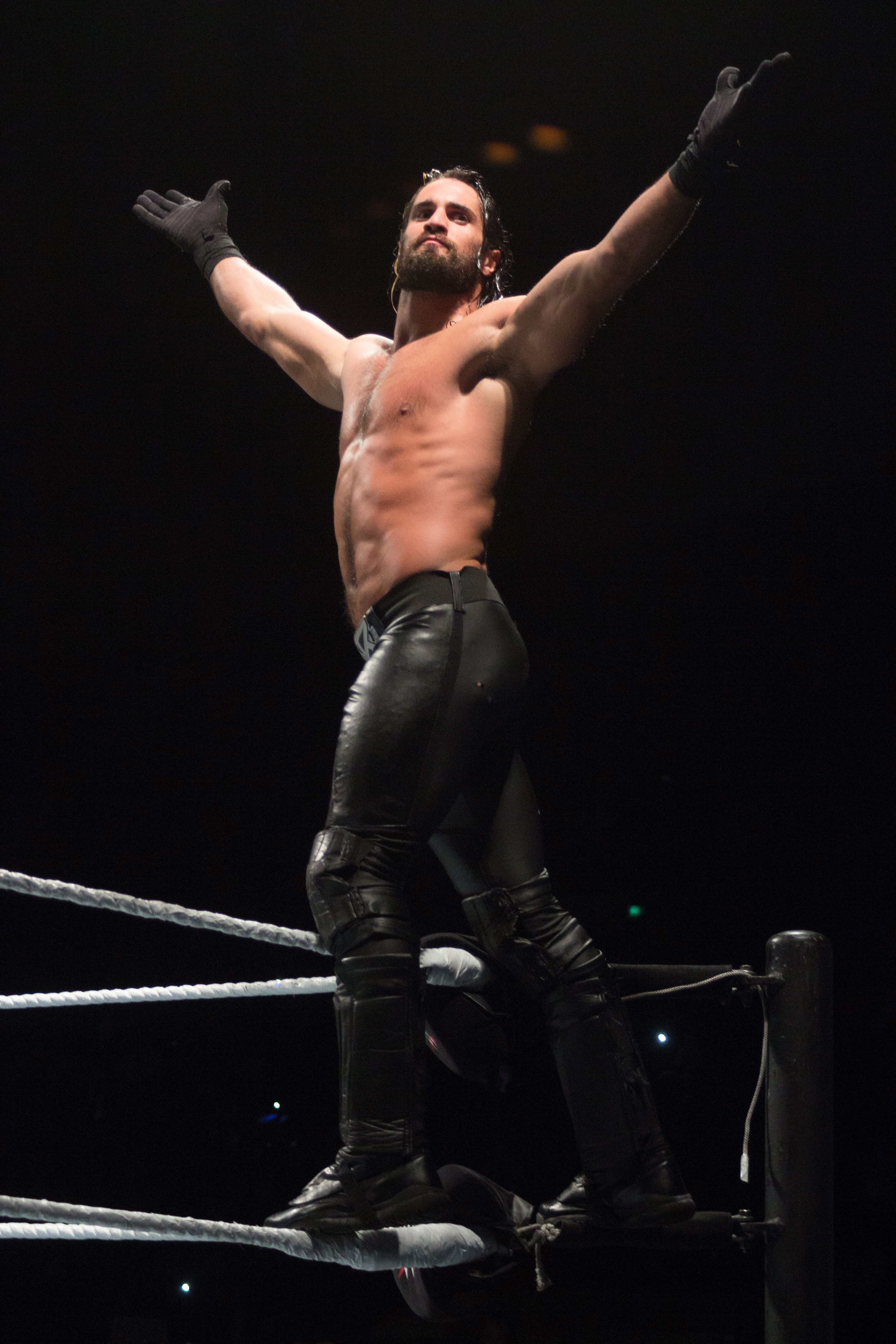
2015年

2015年1月、トリプルH夫妻復帰後、ブロック・レスナーと再び衝突。トリプルH達は同月25日のRoyal Rumble 2015でのシナ vs レスナーのWWE王座戦にてロリンズを加えてのトリプルスレットマッチに変更。試合はシナが脱落状態になったことでレスナーと一騎討ち状態になったが敗戦した。3月29日、WrestleMania 31にてランディ・オートンと対戦。試合は劣勢の状況が続いたもののJ&Jセキュリティ（ジェイミー・ノーブル & ジョーイ・マーキュリー）の加勢があり逆転するかに思われたが最後にカーブストンプを決めようとした際にRKOを喰らい敗戦した。しかし、メインイベントのレスナー vs レインズにて試合中に乱入。マネー・イン・ザ・バンクの権利を使用してレインズにカーブストンプを決めて勝利し、WWE世界ヘビー級王座を奪取した。8月、シナとWWE世界ヘビー級王座とWWE US王座、どちらが権威が高いかを証明する為に抗争へと発展。同月23日、Summer Slam 2015にてダブルタイトルマッチを行い終盤にアティテュード・アジャストメントを喰らいフォールされるがレフェリーが倒れていた事からカウントされず、さらにシナと因縁のあったジョン・スチュワートが乱入してスティールチェアで殴打してアシストすると最後にリングに置かれたスティールチェアに向けてシナをペディグリーで沈めて勝利。2冠王者となった。9月、スティングとの抗争を開始。同月20日、Night of Champions 2015にてジョン・シナとWWE US王座戦を行い敗戦してベルトを失う。満身創痍の状態となっているところへ続けてスティングとのWWE世界ヘビー級王座戦が組まれてしまい連戦となる。試合中にスティングが足を負傷し、チャンスが訪れて攻めるが終盤にスコーピオン・デスロックを決められ逆転されてしまうが切り返して丸め込み勝利した。11月4日、ヨーロッパツアーでのWWE Liveにてケインとの試合にてロープ上での攻防で飛んでリングに着地した際負傷。後日、診断して右脚の前十字靭帯と内側側副靱帯の断裂、また内側半月板の損傷と判明。欠場する事となりWWE世界ヘビー級王座を返上した。

##### 2016年
2016年5月22日、Extreme Rules 2016にてロマン・レインズ vs AJスタイルズのWWEヘビー級王座戦でレインズが勝利後、勝ち名乗りを上げているところで乱入。背後から襲撃するとペディグリーを決め、ベルトを手にすると掲げて復帰をアピールした。6月19日、Money in the Bank 2016にてWWE世界ヘビー級王座を保持するロマン・レインズに挑戦。終盤には両者の得意技であるスピアーとペディグリーの仕掛け合いとなり、最後はスピアーを仕掛けてきたレインズにカウンターのペディグリーを決めるともう一度ペディグリーを決めて勝利。ベルトを奪取するが、直後にディーン・アンブローズにマネー・イン・ザ・バンクの権利を行使され、ダーティ・ディーズを決められると3カウントを取られベルトを奪われた。

##### 2017年
2017年4月2日、WrestleMania 33にてトリプルHと対戦。負傷している左膝を執拗に攻められるが耐え、終盤にペディグリーの掛け合いとなり、トリプルHにスーパーキックを決めるとトリプルHはセコンドに従えていたステファニー・マクマホンと激突。これに動揺したトリプルHの振り返りざまにペディグリーを決めて勝利した。同月30日、Payback 2017にてサモア・ジョーと対戦。負傷している右膝を執拗に狙われ苦戦。終盤にはコキーナ・クラッチを決められ窮地に陥るが極められたまま倒れ込みフォールしてカウント3を奪い勝利した。8月20日、SummerSlam 2017にてディーン・アンブローズと組んでWWEロウタッグ王座を保持するセザーロ & シェイマスに挑戦。終盤にアンブローズが標的とされ自身は場外で襲撃され満身創痍になるが、アンブローズが合体技を喰らおうとした際にコーナーポストに立っていたセザーロにフランケンシュタイナーを仕掛け助けると続けてセザーロとシェイマスにスーパーキックを浴びせ、最後にシェイマスにリップコード・ニーからアンブローズのダーティ・ディーズへと繋げて勝利した。この試合でアンブローズはトリプルクラウンとグランドスラムを同時達成した。10月9日、RAWトークショー、MizTVにてレインズがミズより挑発されているところにアンブローズと共に登場。リングに上がりミズとシェイマス、セザーロ、カーティス・アクセルを襲撃。最後にはミズにトリプル・パワーボムを決めてザ・シールドの復活をアピール。続いてブラウン・ストローマン vs マット・ハーディーの試合でストローマンが勝利。退場しようとしたところ襲撃すると実況席にトリプル・パワーボムを決めた。12月18日、アンブローズが右腕を故障して長期欠場に追い込まれる。同月25日、アンブローズの代役となるジェイソン・ジョーダンと組んでWWEロウタッグ王座を保持するザ・バー（セザーロ & シェイマス）に挑戦。終始ジョーダンが捕まり苦戦する展開が続く中、終盤に場外での攻防となりセザーロにスーパー・アッパーカットを喰らってしまうが直後にリングに上がったセザーロにジョーダンがベリー・トゥ・バック・ネックブリーカーを決めて勝利。ベルトを奪取した。

##### 2018年
2018年4月8日、WrestleMania 34にてWWE IC王座を保持するザ・ミズ、フィン・ベイラーとトリプルスレットマッチで挑戦。終盤にベイラーがミズにクー・デ・グラを決めてフォールをしようとしたところにブラックアウトを打ち込み、最後に倒れていたミズにブラックアウトを決めて勝利。王座を奪取すると共に史上29人目のトリプルクラウンと史上18人目のグランドスラムを同時に達成した。8月19日、SummerSlam 2018にてWWE IC王座を保持するドルフ・ジグラーに復帰したディーン・アンブローズをセコンドに率いて挑戦。終盤にジグラーのセコンドであるドリュー・マッキンタイアが介入しようとしたところにアンブローズが阻止。このアシストを受けてジグラーにスーパーキックからカーブ・ストンプへと繋げて勝利。ベルトを奪取した。10月22日、RAWにてアンブローズと組んでWWE・ロウ・タッグ王座を保持するドルフ・ジグラー & ドリュー・マッキンタイアに挑戦。終盤にブラウン・ストローマンの乱入によりマッキンタイアがリングから除外され、最後にジグラーにスーパーキックからカーブストンプへと繋げて勝利。ベルトを奪取するが、試合後にアンブローズより襲撃を受けた。しかし11月5日にマンチェスター・アリーナで行われた『ロウ』タッグチーム選手権試合では一人で戦ったものの、AOPに敗れ王座から陥落した。

##### 2019年以降
2019年1月27日、Royal Rumble 2019でロイヤルランブルマッチに10番目に出場。試合途中に場外でボビー・ラシュリーにより実況席にパワーボムを受け離脱するも、復帰するとブラウン・ストローマンと最後まで争い、リングサイドからカーブストンプを決めて場外に落とし勝利。優勝を飾った。同月28日、RAWでWWEユニバーサル王座戦を選択。4月7日、WrestleMania 35でWWEユニバーサル王者のブロック・レスナーに挑戦。序盤より何度もスープレックスを喰らうがレスナーとレフェリーを衝突させるとローブローからカーブ・ストンプを連発して勝利。王座を戴冠した。
その後、マネーインザバンクを取得したレスナーが、エクストリームルールズでロリンズ組がコービン組に勝って防衛した直後にキャッシュインして王座を奪還した。
8月11日、SummerSlam 2019でWWEユニバーサル王者のブロック・レスナーに挑戦。終盤にカーブ・ストンプを繰り出そうとするとカウンターでF5の体勢にされるが、切り返してスーパーキックからカーブ・ストンプへと繋いで勝利。王座を再戴冠した。9月からは“ザ・フィーンド”ブレイ・ワイアットと抗争を開始。
2023年9月2日、ペイバックのメインイベントで中邑真輔と対戦。ピンフォール勝ちし世界ヘビー級王座の防衛に成功した。
2024年4月のレッスルマニア40Day1のメインイベントでコーディ・ローデスと組み、ローマン・レインズ&ザ・ロック組と対戦。試合はザ・ロックがローデスをピンフォールし、ロリンズらは敗れた。
翌日のDay2ではドリュー・マッキンタイアと防衛戦を行ったが、ピンフォール負けを喫し、世界ヘビー級王座から陥落した。
2024年11月2日、 クラウン・ジュエルでブロンソン・リードとシングル形式で対戦し、ピンフォール勝ちを収めた。
2025年3月、エリミネーション・チェンバー戦に参戦も、CMパンクにピンフォールを奪われ、レッスルマニア41での統一WWEユニバーサル王座挑戦権を逃した。なお脱落後も試合に介入し、パンクの脱落をアシスト。両者は遺恨を深めた。
2025年4月、レッスルマニア41のメインイベントでローマン・レインズ、CMパンクとの3way戦に勝利した。試合中にはポール・ヘイマンがレインズやパンクを裏切ってロリンズに味方するサプライズがあった。
2025年6月のマネー・イン・ザ・バンク・ラダー・マッチで優勝し、ミスターマネー・イン・ザ・バンクになる。8月2日サマースラムでキャッシュイン行使。世界ヘビー級王座になったばかりのCMパンクに勝利し王座奪還

## エピソード
- 2019年8月22日、同じくWWEに所属するベッキー・リンチが自身のツイッターアカウントを更新し、ロリンズと婚約した事を発表した[24]。
- 地元のアイオワ州ダベンポートで｢392Dport｣というコーヒーショップと｢BLACK&BRAVEアカデミー｣というレスリングジムを経営している。マレック・ブレイヴとの共同経営。

## 得意技

### フィニッシュ・ホールド

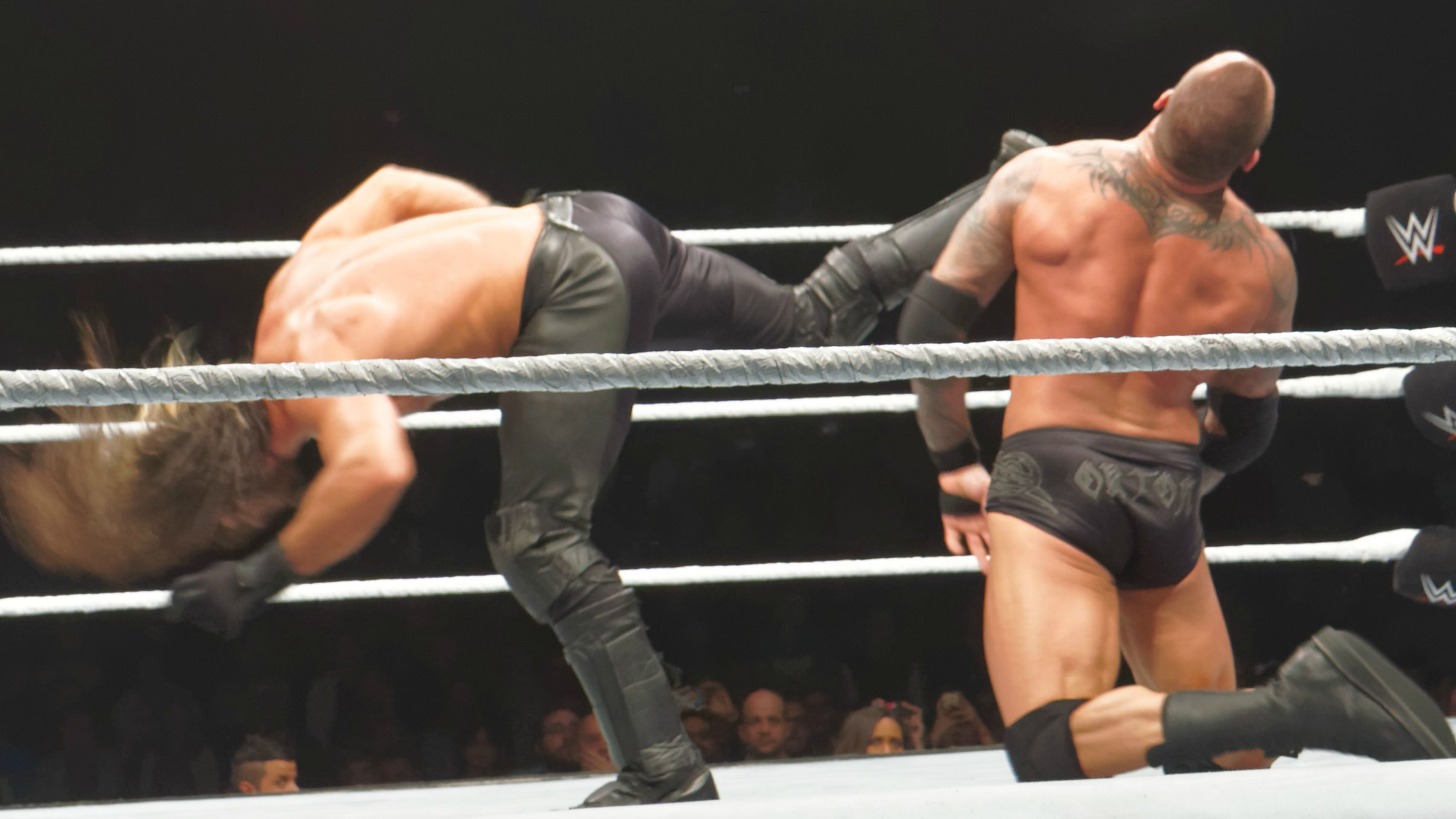
アバタ・ケダブラ

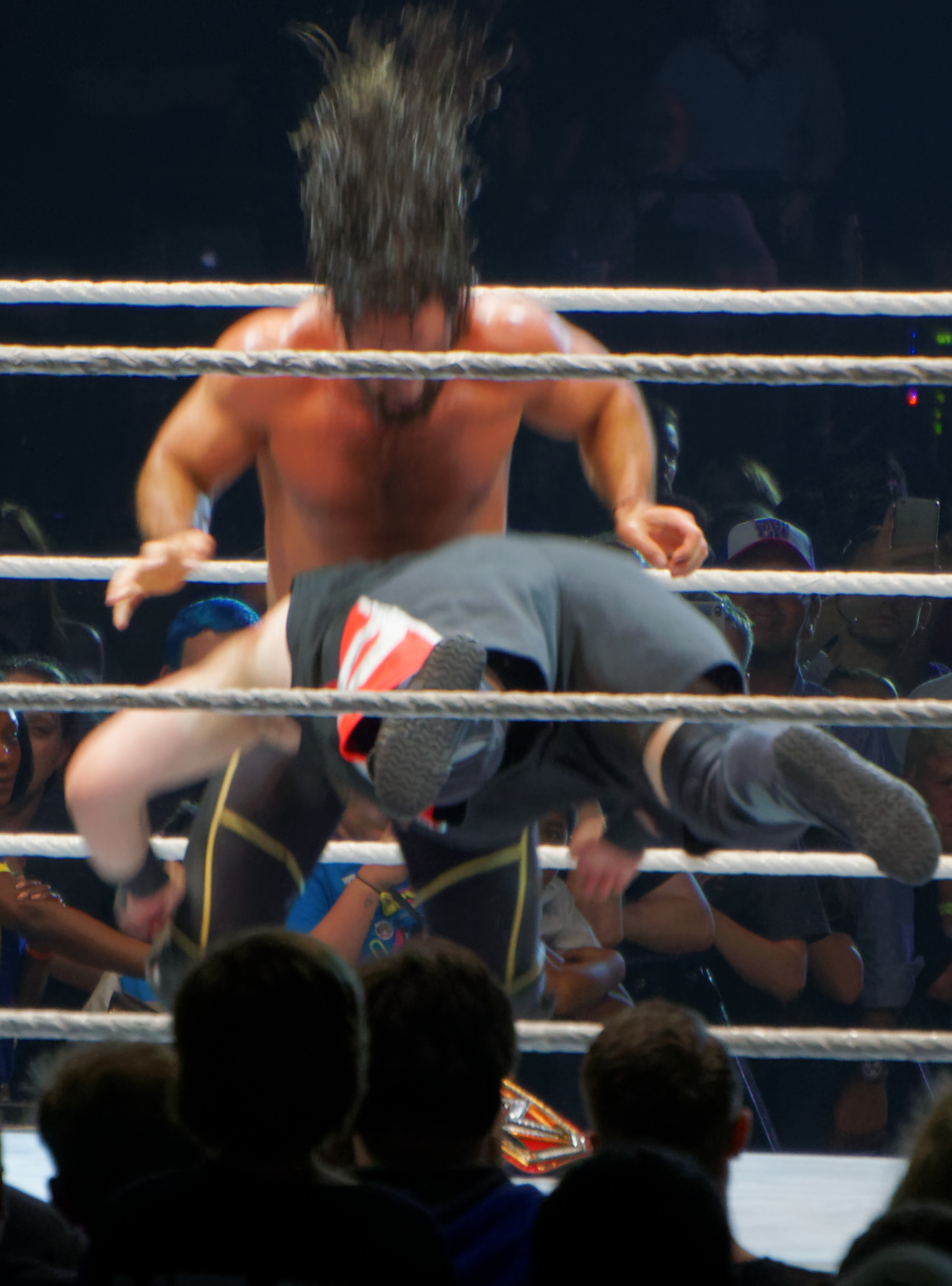
ペディグリー

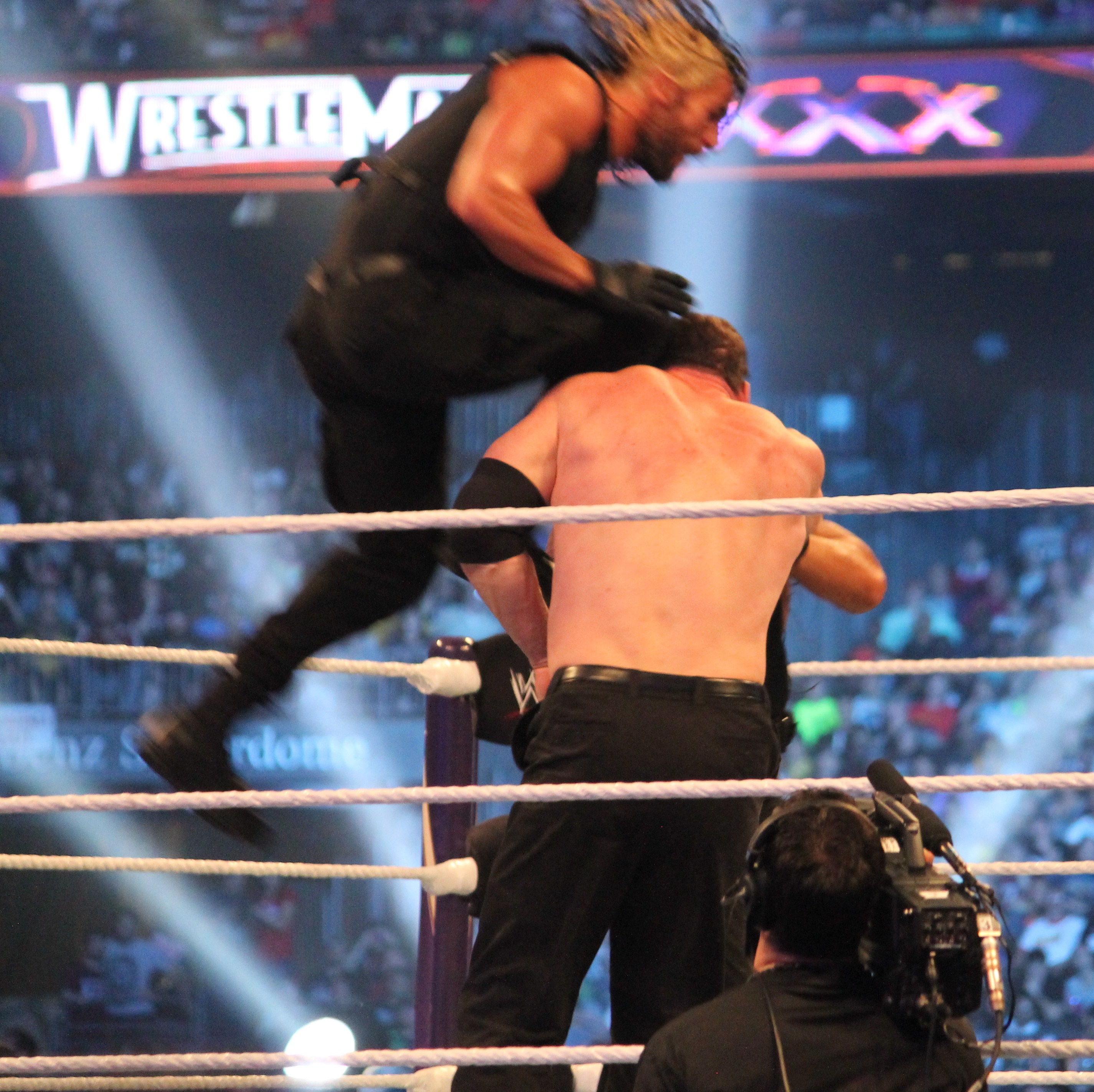
フライング・ハイニー

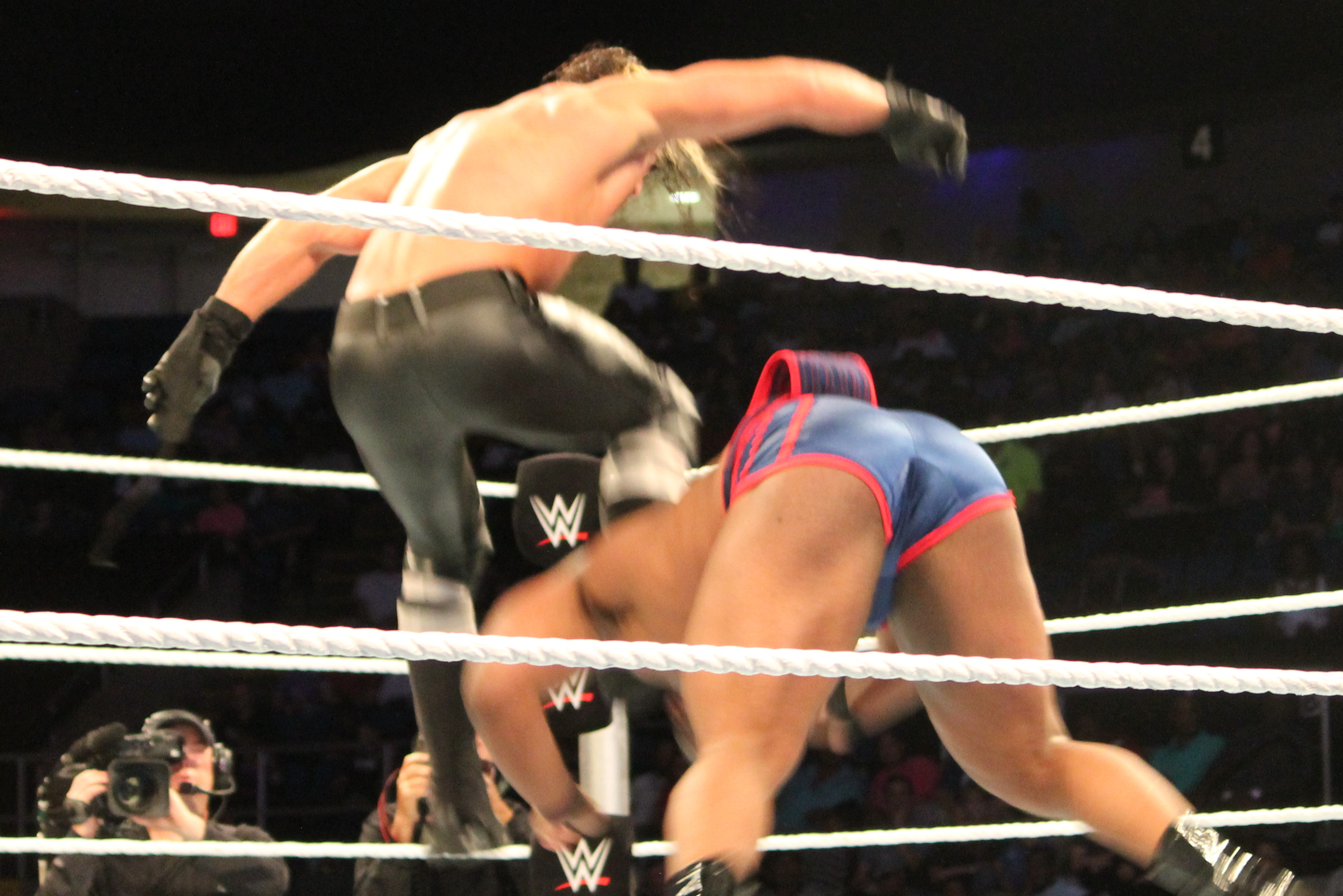
ストンプ
四つん這いになった相手の左側から助走をつけてジャンプして右足の裏で相手の背中や後頭部を上から踏みつけ、その衝撃で前のめりに倒れ込んだ相手の顔面を痛打させる。
NXT初登場時からゴールドラッシュトーナメント準決勝まで、またザ・シールドとして活動するようになってから再度使用するようになった。NXT時代にはブラックアウト、ザ・シールド時代にはピース・オブ・マインド、カーブ・ストンプという技名で使用。2018年より再びブラックアウト、そしてストンプへと変更している。
レボリューション・ニー
2017年4月より使用。
ジャーマン・スープレックスの体勢で相手の背後から左手首を掴み、自身の方向へと引っ張り相手の顔面や胸板にジャンピング・ハイニーを決める。
技名はリップコード・ニーからキングス・ランディングへと変わり、現在に至る。
ペディグリー
ストンプがWWEの禁止技に指定された後から使用。トリプルHのオリジナル技であり、彼の代名詞と呼べるフィニッシュ・ホールド。相手をダブルアーム・スープレックスの体勢で捕らえて後ろに飛び退くような感じで自身の体を軽くジャンプして相手を抱えたまま両膝から着地して、うつ伏せの状態で落下させた相手の顔面を痛打させる。
スカイウォーカー
NXT時代のフィニッシャー。後方回転式リバースDDT。
フライング・ハイニー
WWE昇格後に使用していたフィニッシャー。コーナー最上段から放つ。スプリングボード式で放つこともある。
アバダ・ケダブラ
座ってる相手へのスーパーキック。ROH時代ではフィニッシュムーブに繋ぐための技の一つであったが、FCW時代にはフィニッシャーとして活用していた。
ゴッズ・ラスト・ギフト
スモール・パッケージ・ドライバー。
タイラー・ブラック時代の代表的フィニッシャー。自分の右手で相手の左足を抱えてフィッシャーマンの体勢に持ち上げ、ジャンプしながら空中で相手の右足に自分の右足を絡めてスモール・パッケージ・ホールドの体勢になり、垂直落下で相手を後頭部から落とす。そのままフォールに持ち込むこともできる。
フェニックス・スプラッシュ
タイラー・ブラック時代のフィニッシャー。WWE入団後も大一番で使用しているが、フィニッシャーになることはない。

### 打撃技
エルボー
ナックルパンチ
バックハンドチョップ
スーパーキック
延髄斬り
ローリング・ソバット
ランニング・シングルレッグ・ドロップキック
バイシクル・ニー
助走をつけて二段蹴りのモーションで軽く宙に舞上がり、振り上げた右膝で相手の顔面や顎、胸板をに下から突き上げるような膝蹴りを叩き込む。

### 投げ技
スナップ・スープレックス
スーパープレックス
ファルコンアロー
スーパープレックスのコンビネーションでぶっこ抜き式ファルコンアローを使用する。
ターンバックル・パワーボム
コーナーのターンバックル目掛けて投げっぱなし式パワーボムを見舞う。ストンプへの布石として使用。
スリング・ブレイド
パロキシズム
リバースDDTの体勢から入る変形の旋回式エメラルド・フロウジョン。リバースブレーンバスターの体勢で持ち上げた相手の右腿（または背中）を自分の右手で外側からつかみ（自分の左手は相手の首を抱えている）、180〜360度左方向に旋回しながら、相手を垂直落下に後頭部から落とす。
フロントフェイスロック・ドロップ
変形フェイスバスター。
相手をフロントフェイスロックの体勢で自ら足を振りかぶって反動を付けて前方に倒れから相手の顔面から上半身に倒し、相手の顔面をマットに押し付ける技。
DDTと似ているが、相手の頭ではなく相手の顔を対象として、自身は、DDTの様に後方に倒れるのではなく、前方に倒れる技。

### 関節技、締め技
STF
クロスフェイス
ボストンクラブ
シングル・ボストンクラブ

### 飛び技
ダイビング・ブロック・バスター
ミドルロープから仕掛ける。
フロッグ・スプラッシュ
スーサイド・ダイブ

## 入場曲
- Visionary - def rebel 現在使用曲
- The Rising - CFO$
- The Truth Reigns - Jim Johnston
- The Second Coming - CFO$
- American Love - Haste The Day
- Battle On - War of Ages
- The Haunted - Walls of Jericho
- Flesh It Out - Blues Saraceno
- Special Op - Jim Johnston

## 獲得タイトル
WWE
- 世界ヘビー級王座 : 2回
- WWEユニバーサル王座 : 2回
- WWE世界ヘビー級王座 : 2回
- WWE US王座 : 2回
- WWE IC王座 : 2回
- WWE・ロウ・タッグ王座 : 6回

w / ロマン・レインズ
w / ディーン・アンブローズ : 2回
w / ジェイソン・ジョーダン
w / ブラウン・ストローマン
w / バディ・マーフィー
- NXT王座 : 1回
- ロイヤルランブル：2019年優勝

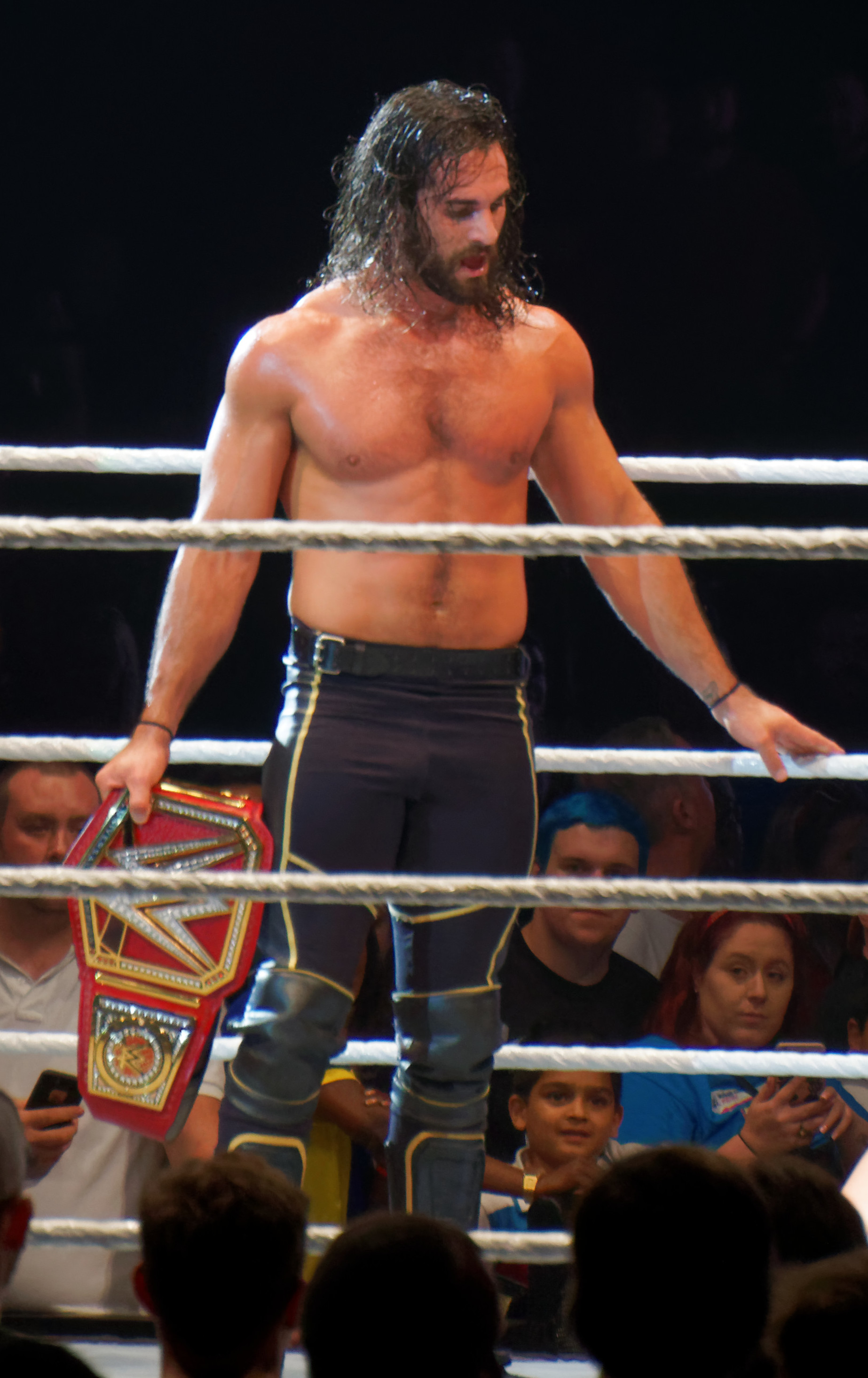
WWEユニバーサル王座

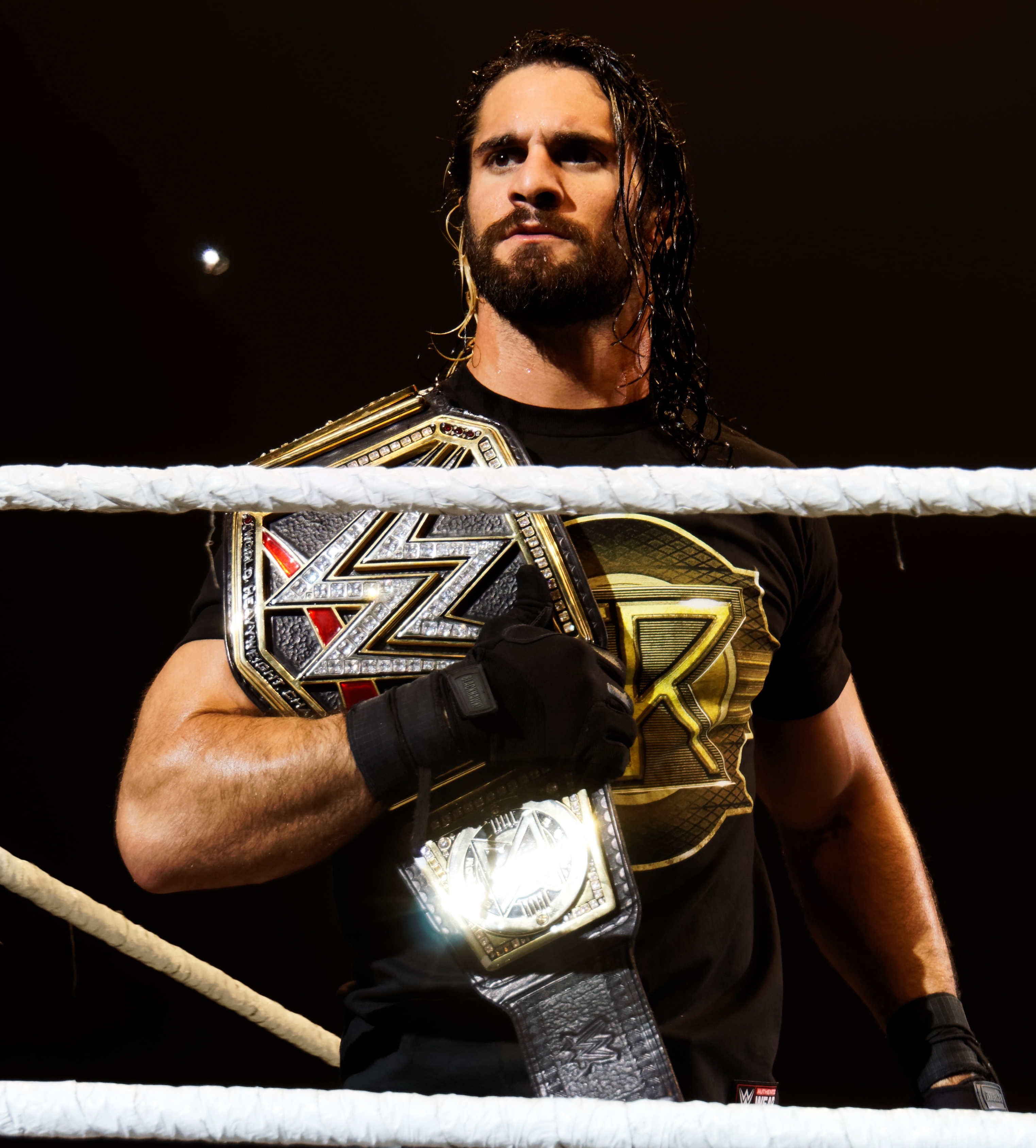
WWE王座

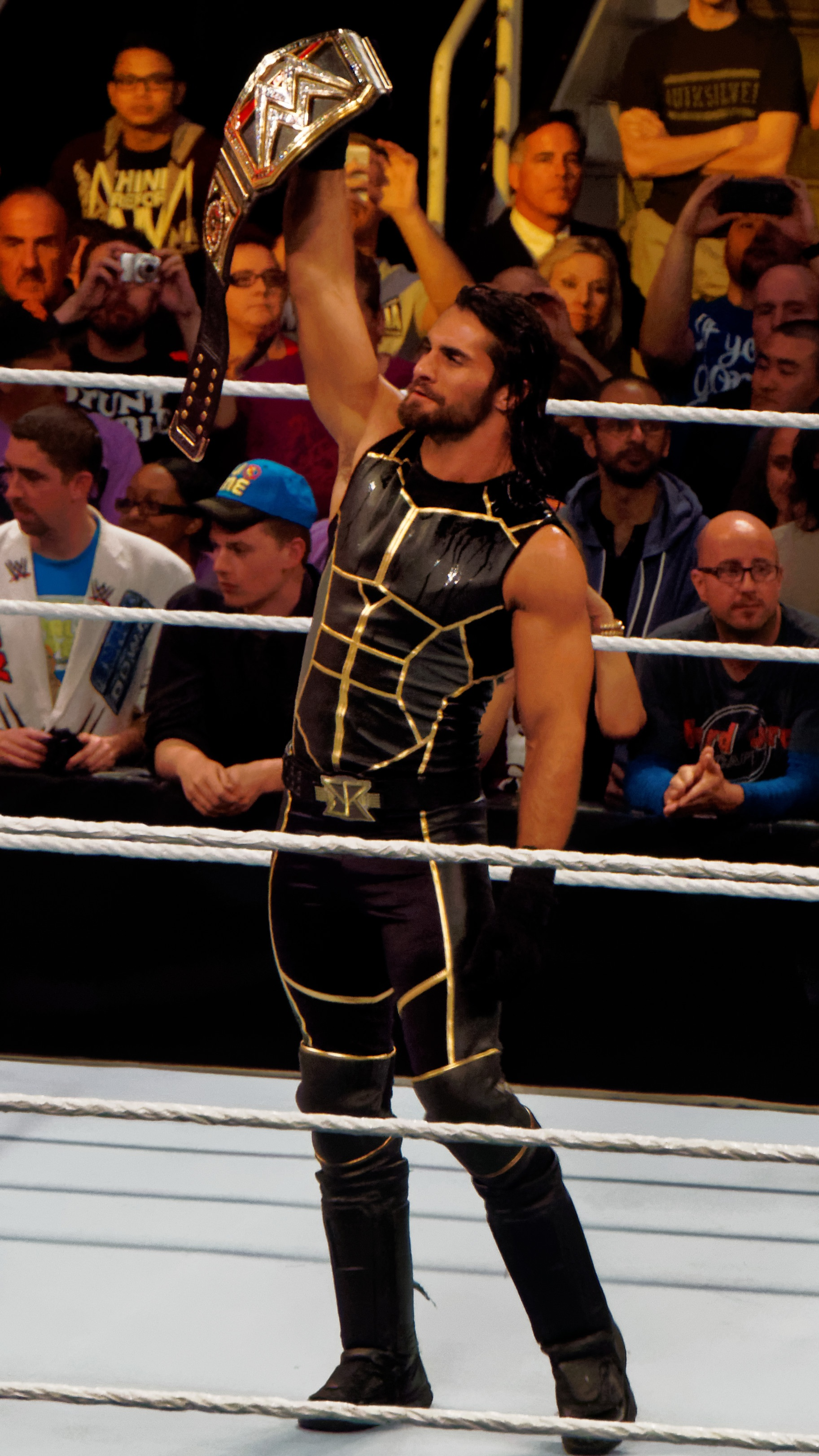
2015年、WWE王者時代

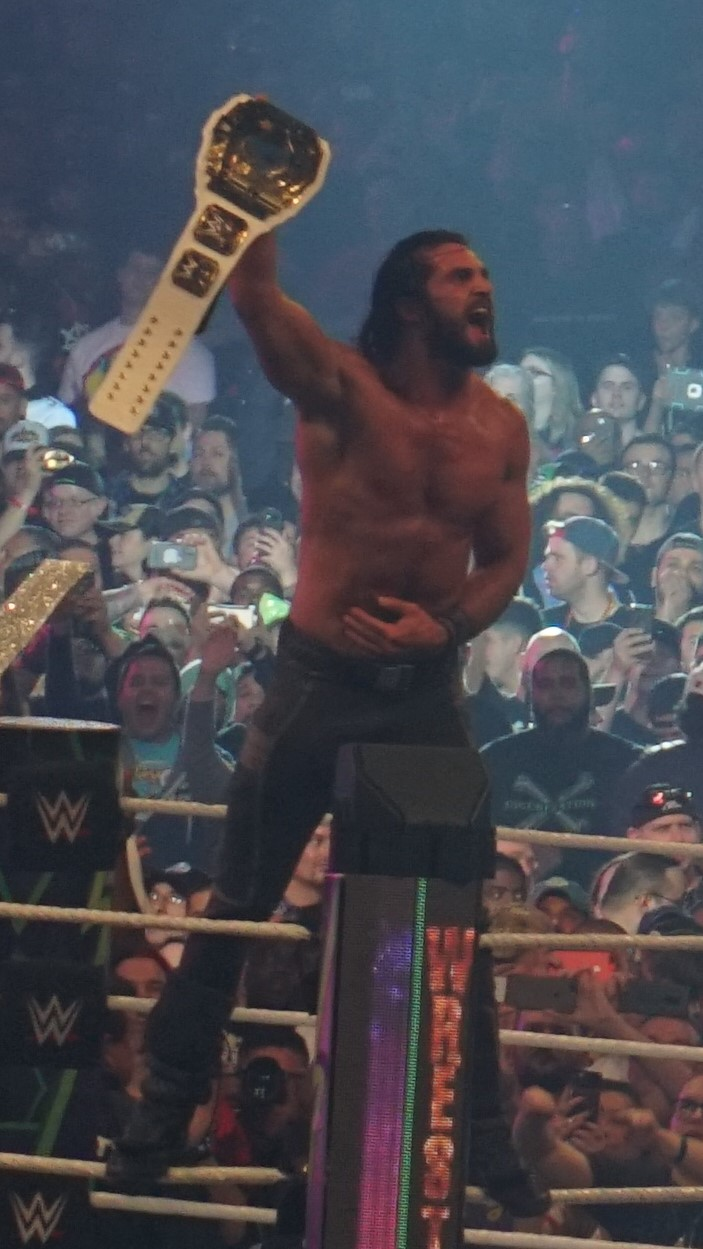
WWE IC王座

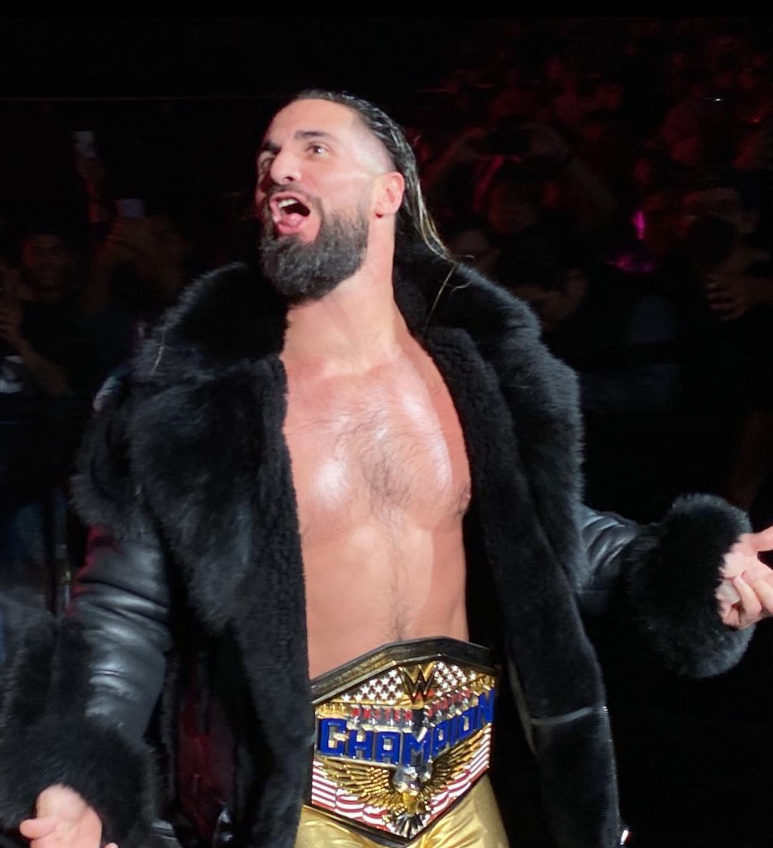
WWE US王座

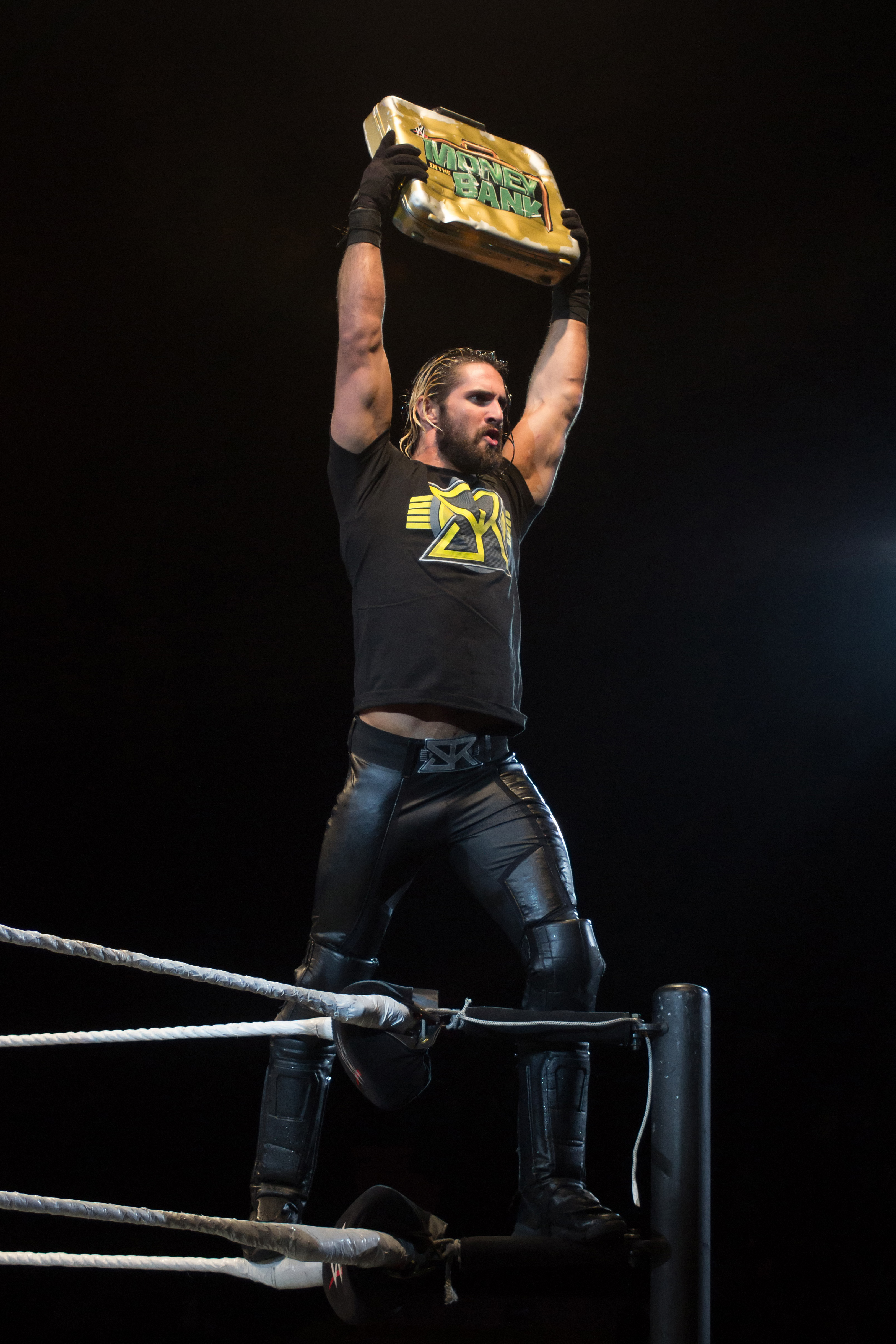
Mr. マネー・イン・ザ・バンク

- Mr. マネー・イン・ザ・バンク : 2014年＆2025年優勝
- トリプルクラウン達成
- グランドスラム達成

FCW
- FCWフロリダヘビー級王座 : 1回
- FCWフロリダタッグチーム王座 : 1回

w / リッチー・スティムボート
- FCWジャック・ブリスコ15王座 : 1回

ROH
- ROH世界王座 : 1回
- ROH世界タッグ王座 : 2回

w / ジミー・ジェイコブス
PWG
- PWG世界タッグ王座 : 1回

w / ジミー・ジェイコブス
AIW
- AIWインテンスディビジョン王座 : 1回

AAW
- AAWヘビー級王座 : 2回
- AAWタッグ王座 : 2回

w / マレック・ブレイヴ、ジミー・ジェイコブス
FIP
- FIP世界ヘビー級王座 : 1回

IWAミッドサウス
- IWAミッドサウスライトヘビー級王座 : 1回

MCPW
- MCPW世界ヘビー級王座 : 1回

NWAミッドウェスト
- NWAミッドウェストタッグ王座 : 1回

w / マレコ・ブレイブ

## フィルモグラフィー
- シャークネード4（2016年）